# Мирела Рахнева
Мирела Рахнева е канадска състезателка по скелетон от български произход.
Родена е през 1988 година в Русе, баща ѝ е гимнастик, а майка ѝ е елитна спринтьорка. Семейството емигрира в Канада през 1997 година.
Мирела започва спортната си кариера като ръгбистка в Университета в Гуелф, но впоследствие през 2012 година се преориентира към скелетона.
През 2016 година намира място в националния отбор на Канада. Класира се да представлява страната и на олимпийските игри в Пьонгчанг през 2018 година.
През сезон 2016/17 заема трето място в генералното класиране при жените на световната купа по скелетон на FIS.
Рахнева влиза в канадския тим и за зимните олимпийски игри в Пекин през 2022 година.

## Световна купа по скелетон – подиуми
- Санкт Мориц 2016/17
- Иглс 2016/17
- Лейк Плесид 2016/17
- Винтерберг 2016/17
- Иглс 2017/18
- Жени генерално 2016/17